# 21275 Tosiyasu
21275 Tosiyasu (1996 SJ7) là một tiểu hành tinh vành đai chính được phát hiện ngày 23 tháng 9 năm 1996 bởi T. Okuni ở Nanyo.